# トランスマッシュホールディング
トランスマッシュホールディング（ロシア語: Трансмашхолдинг、英語: Transmashholding、TMH）は、ロシア連邦・モスクワに本社を置くジョイント・ストック・カンパニー。ロシアにおける最大の鉄道車両メーカーであり、国内各地の鉄道車両製造工場などを傘下に収めている。

## 概要
ロシアの実業家であるイスカンダル・マクムドフとドミトリー・コルサコフによって2002年に設立された輸送機器メーカー。当時のロシア各地の鉄道路線ではソビエト連邦（ソ連）時代に大量生産された車両の老朽化が進んでおり、それらを置き換える新型車両の大量生産に商機を見出した事が設立の理由とされている。2006年以降は連邦反独占庁（Federal Antimonopoly Service, FAS）からの許可の元、ソ連時代から創業を続けていたロシア国内各地の鉄道車両メーカーを傘下に置き、各企業間の連携を強めている。また新技術の導入にも積極的に取り組んでおり、多数の海外企業と連携し合弁会社を設立している。更にロシアや旧ソ連各国以外のみならずアルゼンチンを始め世界各地への進出にも力を入れており、2018年にも南アフリカの重電大手であるDCDの株を所得し南アフリカにおける投資を強めている。
2013年時点での世界の鉄道車両市場における売り上げは約4,000億円で、中国北車、中国南車、ボンバルディア・トランスポーテーションに次ぐ世界第4位の規模であった。
2018年年現在、トランスマッシュホールディング(Transmashholding)の株はオランダの持株会社The Breakers Investments B.V.が100%支配しており、それを介してアルストム (Alstom)が20％%の株式を保有している。
2023年12月、アルストムはロシアの投資家に持ち株を売却した。2024年7月現在、トランスマッシュホールディングはロシアの株主によって100％所有されている。
。

## 子会社
2019年の時点で、トランスマッシュホールディングは以下の子会社を所有している。
- ベジュツァ金属工場（ロシア語版）（BSZ） - 1935年に創業、旧ソ連時代から客車や貨車の台枠、台車、連結器などを製造。
- ブリャンスク機械製造工場（ロシア語版）（BMZ） -　1873年に創業、旧ソ連時代から機関車（蒸気機関車、ディーゼル機関車）などを製造。
- デミホヴォ機械製造工場（ロシア語版）（DMZ） -　1935年創業。旧ソ連時代は軽便鉄道用の車両や貨車を製造していたが、ロシア連邦成立後は電車の製造を行っている。
- コロムナ工場（ロシア語版）（KZ） - 1863年創業。旧ソ連時代から電気機関車、ディーゼル機関車、大型ダンプトラックなどの製造や保守を担当。
- ルハンシクテプロヴォーズ - 1896年創業。ソ連時代は機関車（蒸気機関車、ディーゼル機関車）を製造し、ソ連崩壊後ウクライナの企業となって以降は電気機関車、電車、気動車などの製造も行う。2010年にブリャンスク機械製造工場の子会社となりトランスマッシュホールディングの傘下企業となった[10]。
- メトロワゴンマッシュ（MWM） - 1895年創業。ソ連時代から地下鉄や路面電車などの電車を製造しロシア連邦成立以降は気動車の生産も行う。
- ノヴォチェルカッスク電気機関車工場（ロシア語版）（NEVZ） - 1932年に創業、旧ソ連時代から電気機関車を製造。
- 十月電車修理工場（ロシア語版）（OEVRZ） - 1830年代に創業。電車の修理・更新を手掛け2010年代以降はメトロワゴンマッシュと共に地下鉄用電車の製造も手掛ける。
- ペンザディーゼルマッシュ（ロシア語版）（PDM） - 1948年に創業。ディーゼルエンジンの製造を担当している。
- トヴェリ車両工場（ロシア語版） - 1898年創業。ソ連時代から客車、貨車などを製造。
- 全ロシア電気機関車技術研究所（ロシア語版）（VELNII） - 1958年に設立。ソ連時代から多数の電気機関車の開発・設計を手掛けている。
- TMHインターナショナル - 鉄道事業への投資や人材派遣などを行う100％子会社。
- レールコンプ - アルストムとの合弁企業。2013年に設立。
- トラムルス - アルストムとの合弁企業。2012年に設立。
- トランスコンバータ - シーメンスとの合弁企業。2005年に設立。
- TRトランス - アルストムとの合弁企業。2008年に設立。
- TMHトラクションシステムズ - 日立製作所との合弁企業。2018年に設立[4]。
- TMHアルゼンチン - 新アルゼンチン国鉄（SOFSE - Trenes Argentinos）の子会社であり、インフラ保有・整備を担当するTrenes Argentinos Infraestructura（ADIFSE）との合弁会社[11]。
- デッサウ（ドイツ語版） - ドイツの鉄道車両メーカー。2006年にトランスマッシュホールディングの子会社となったが2008年に破産し、同年内にルーマニアのCTF社に買収された[3][12]。

## 主要製品

機関車
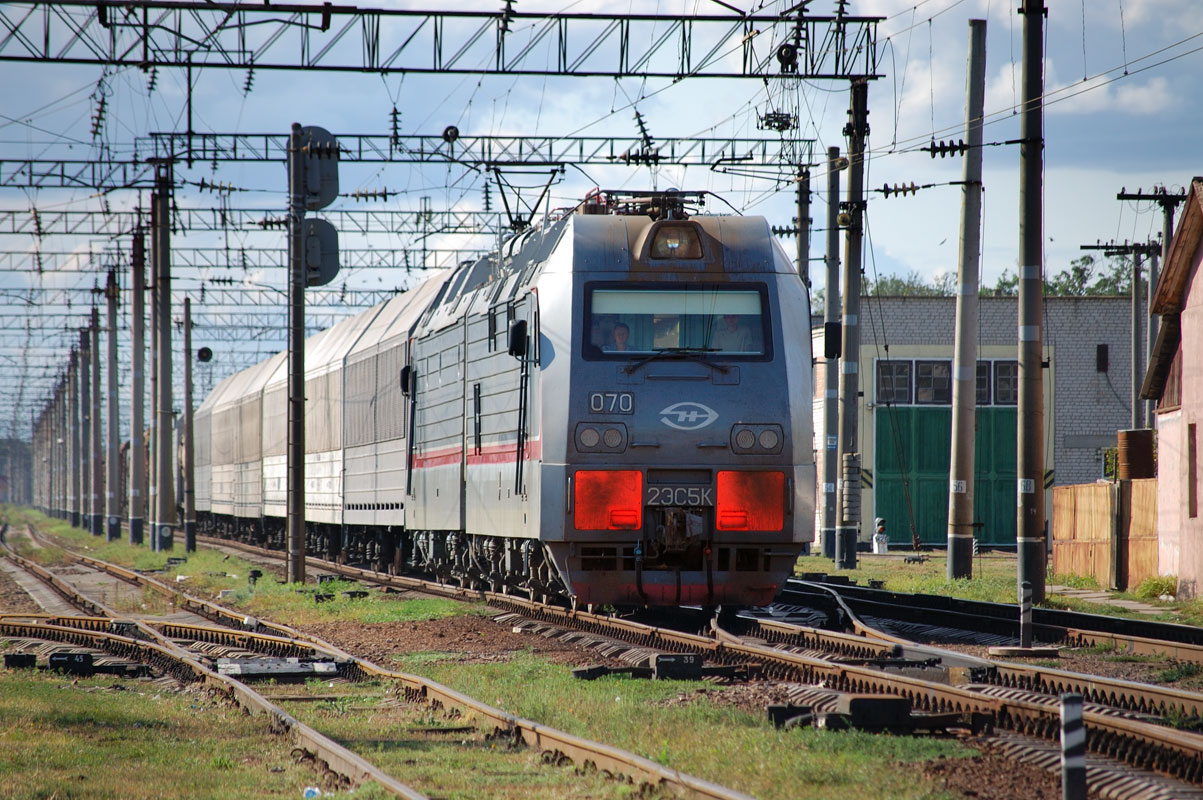
2ES5K形電気機関車（ノヴォシビルスク電気機関車工場製）
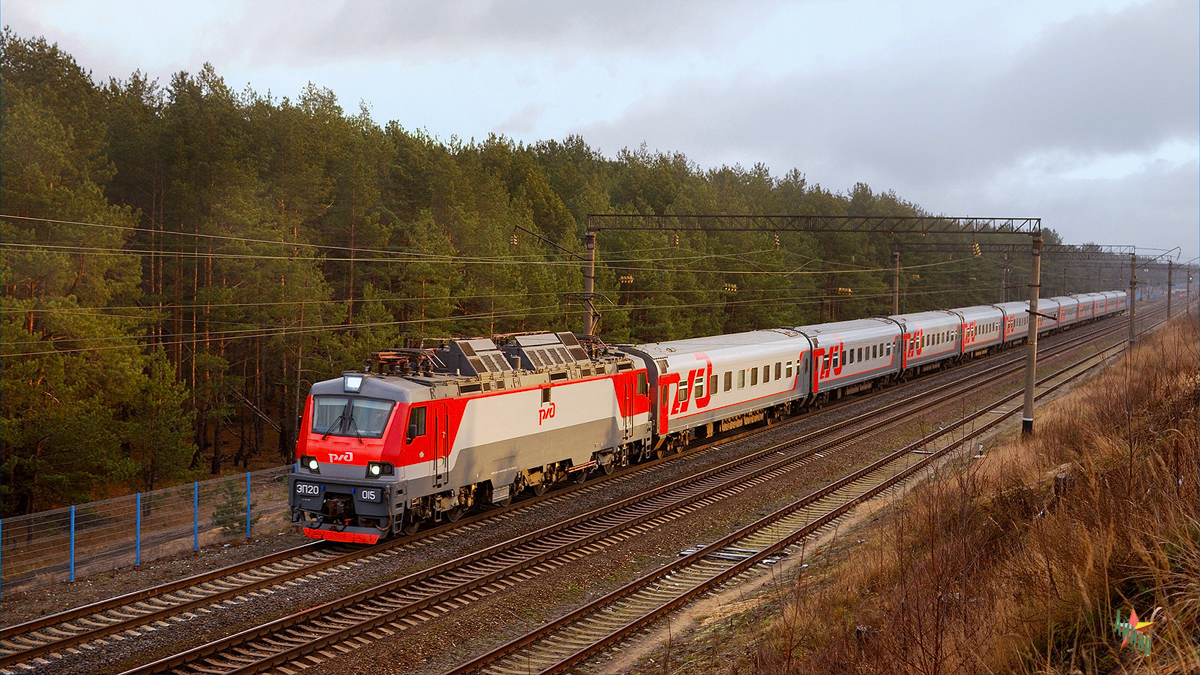
EP20形電気機関車（ノヴォシビルスク電気機関車工場製）
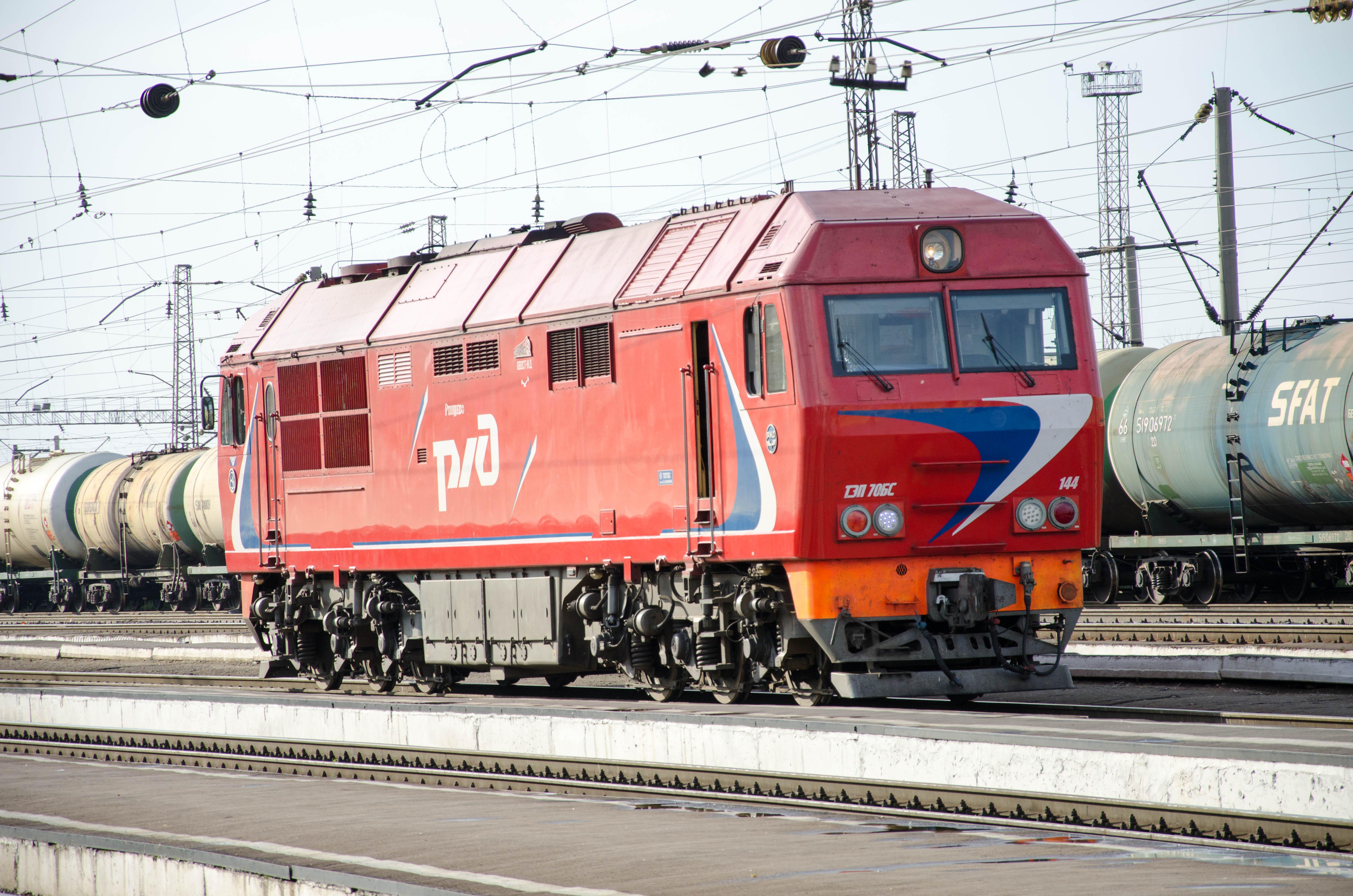
TEP70BS形ディーゼル機関車（コロムナ工場製）
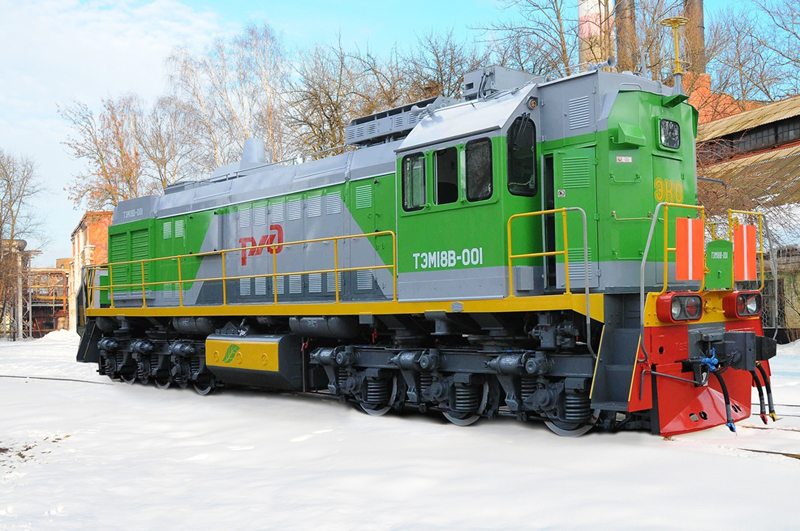
TEM18V形ディーゼル機関車（ブリャンスク機械製造工場製）
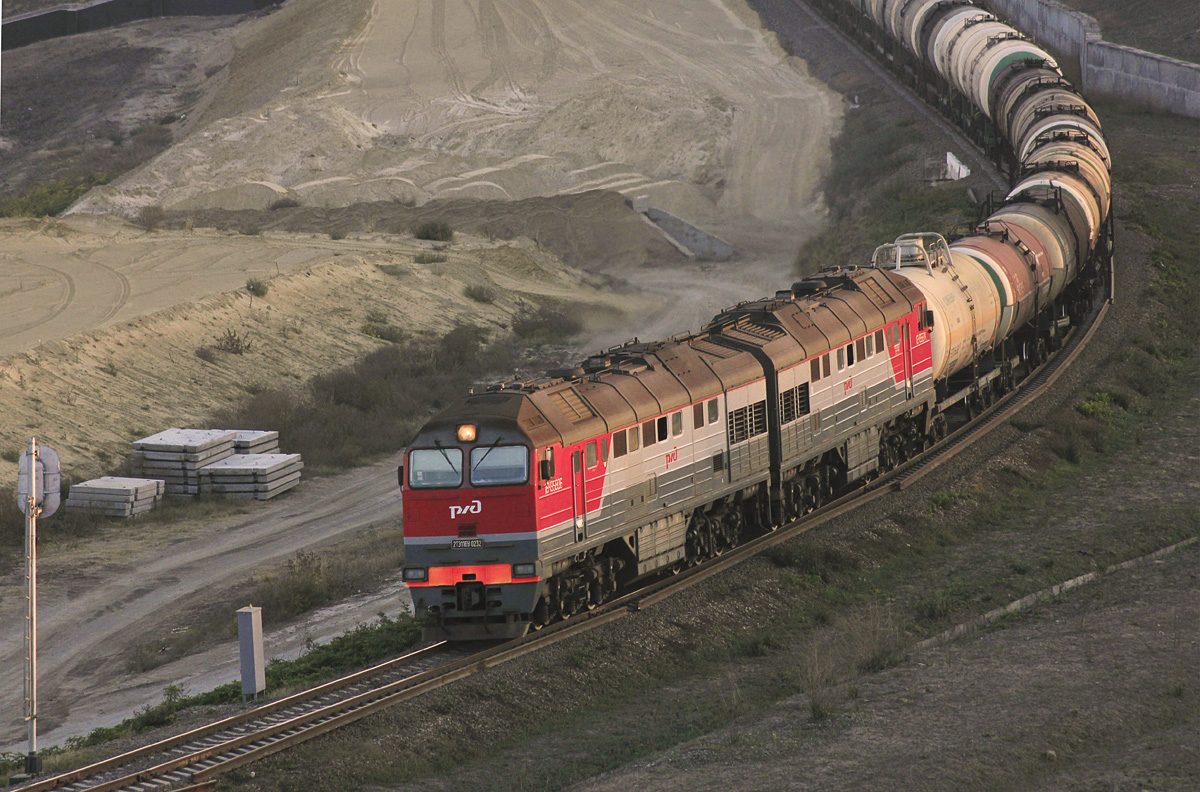
2TE116U形ディーゼル機関車（ルハンシクテプロヴォーズ製）

電車
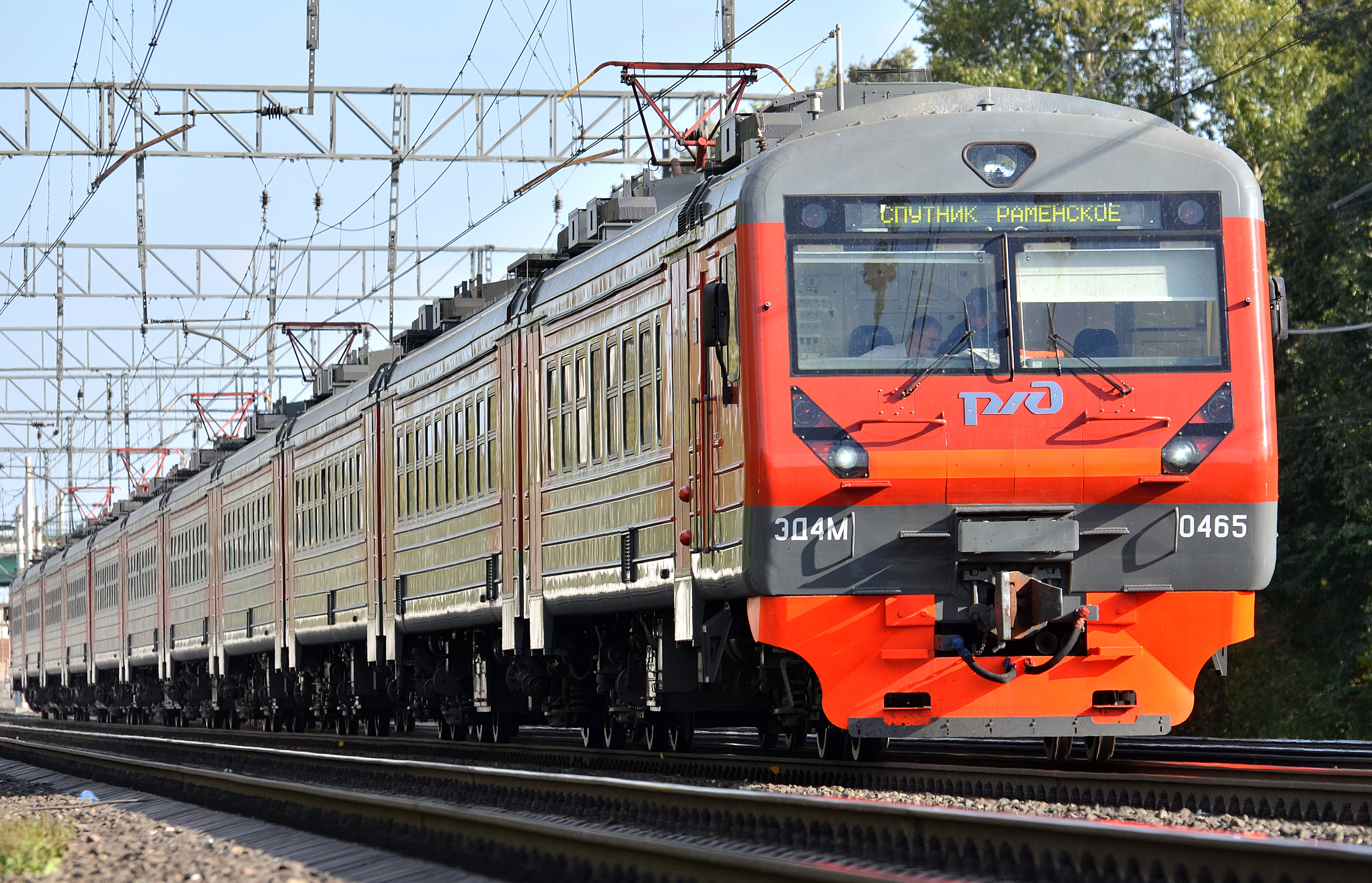
ED4M形電車（デミホヴォ機械製造工場製）
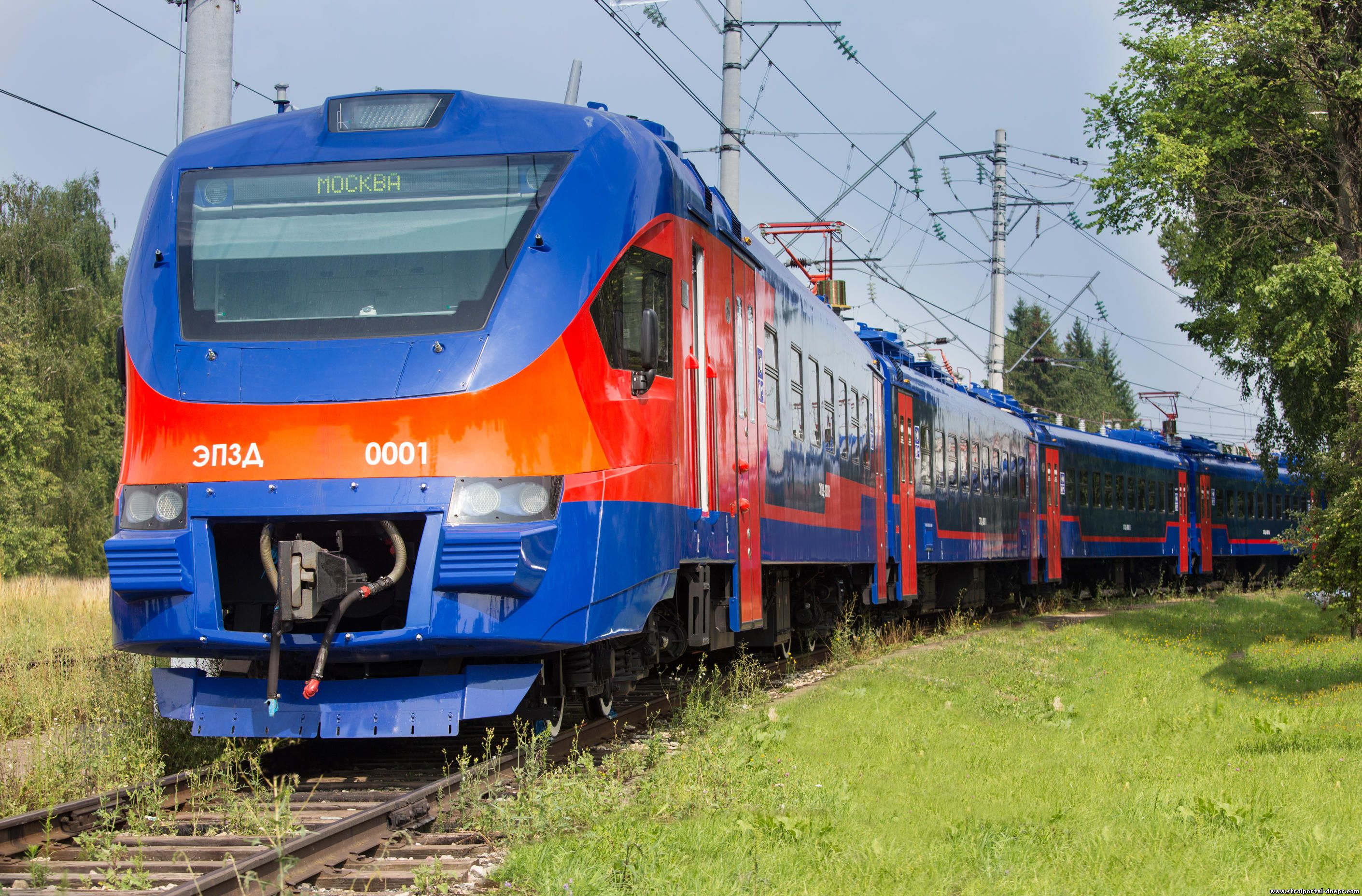
EP3D形電車（デミホヴォ機械製造工場製）
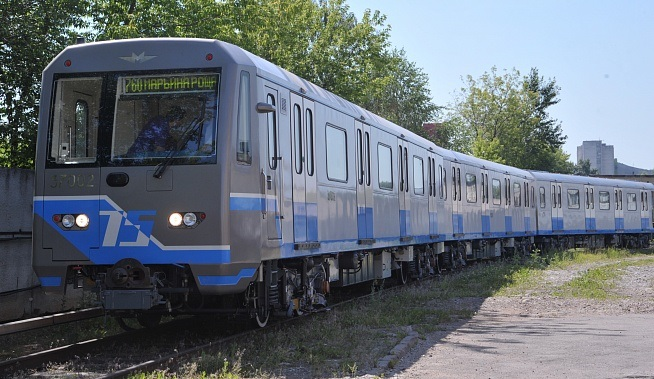
モスクワ地下鉄81-760/761形電車（メトロワゴンマッシュ製）
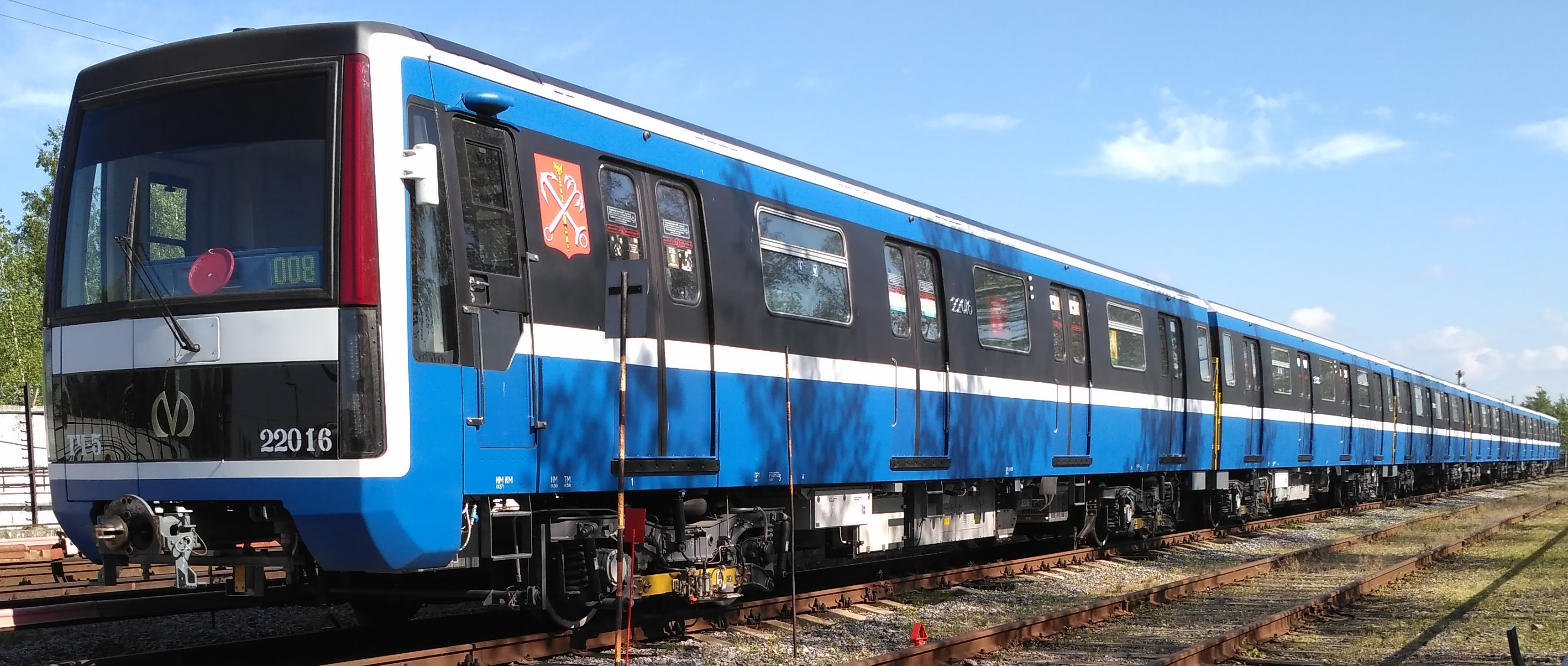
サンクトペテルブルク地下鉄81-722/723/724形電車（メトロワゴンマッシュ製）
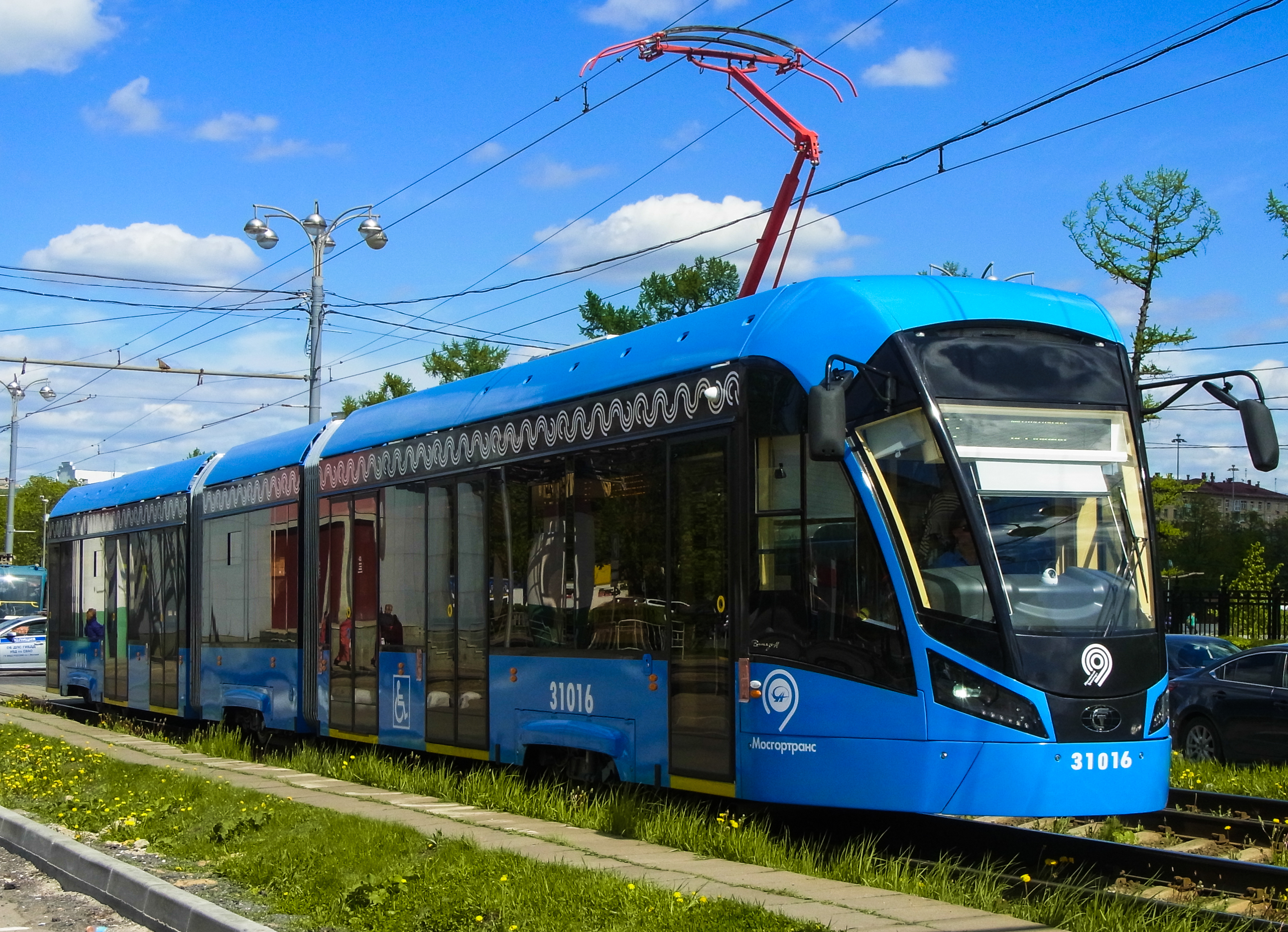
モスクワ市電71-931M形電車（メトロワゴンマッシュ製）
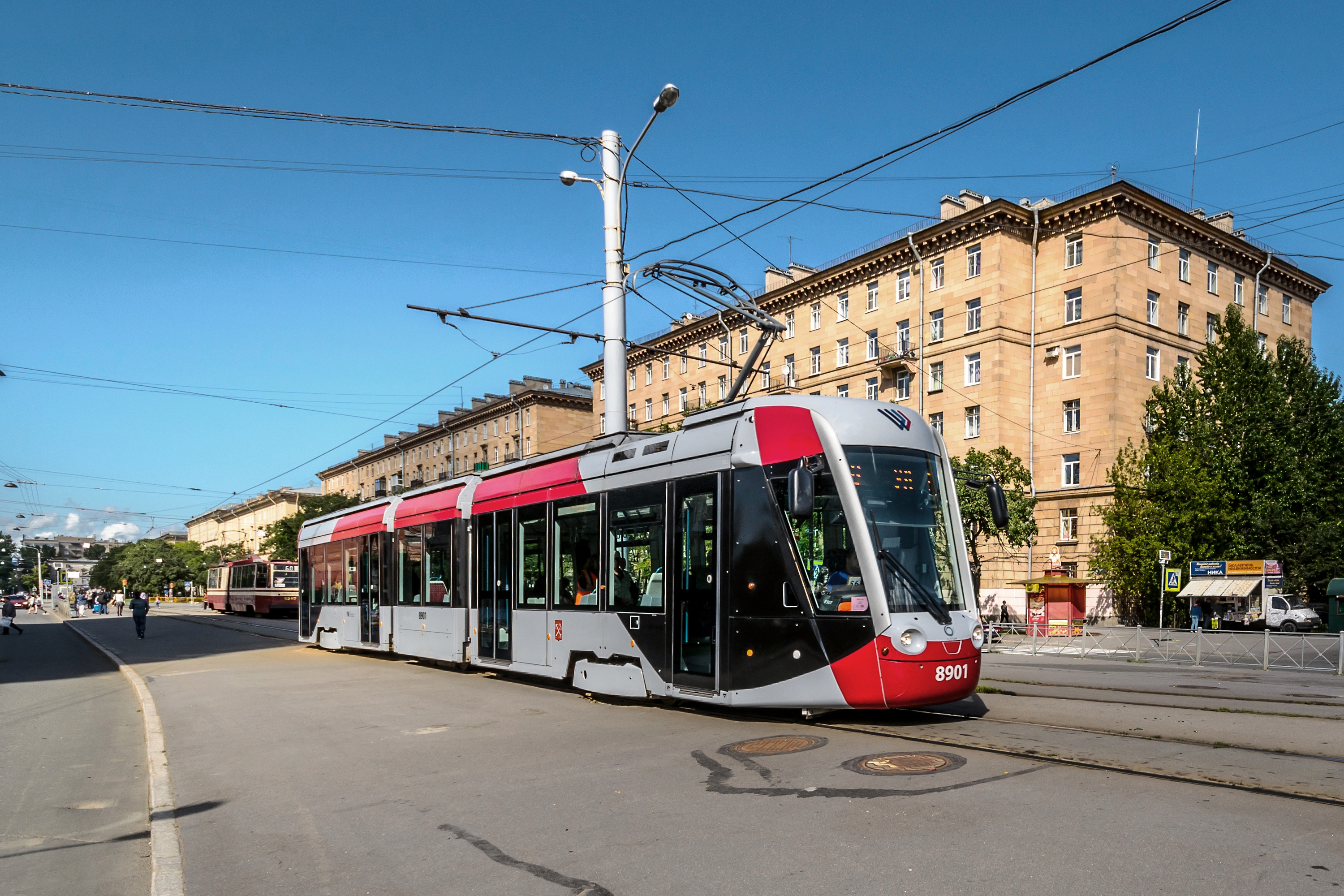
サンクトペテルブルク市電71-801形電車（トラムルス製）

気動車・客車
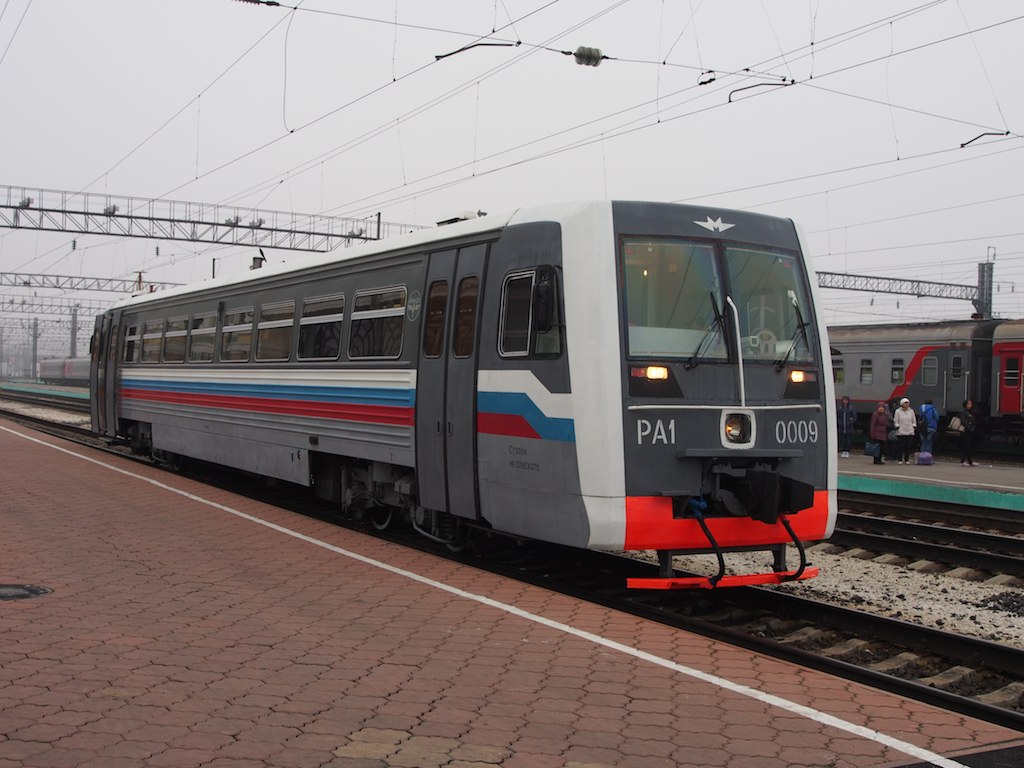
RA1形気動車（メトロワゴンマッシュ製）
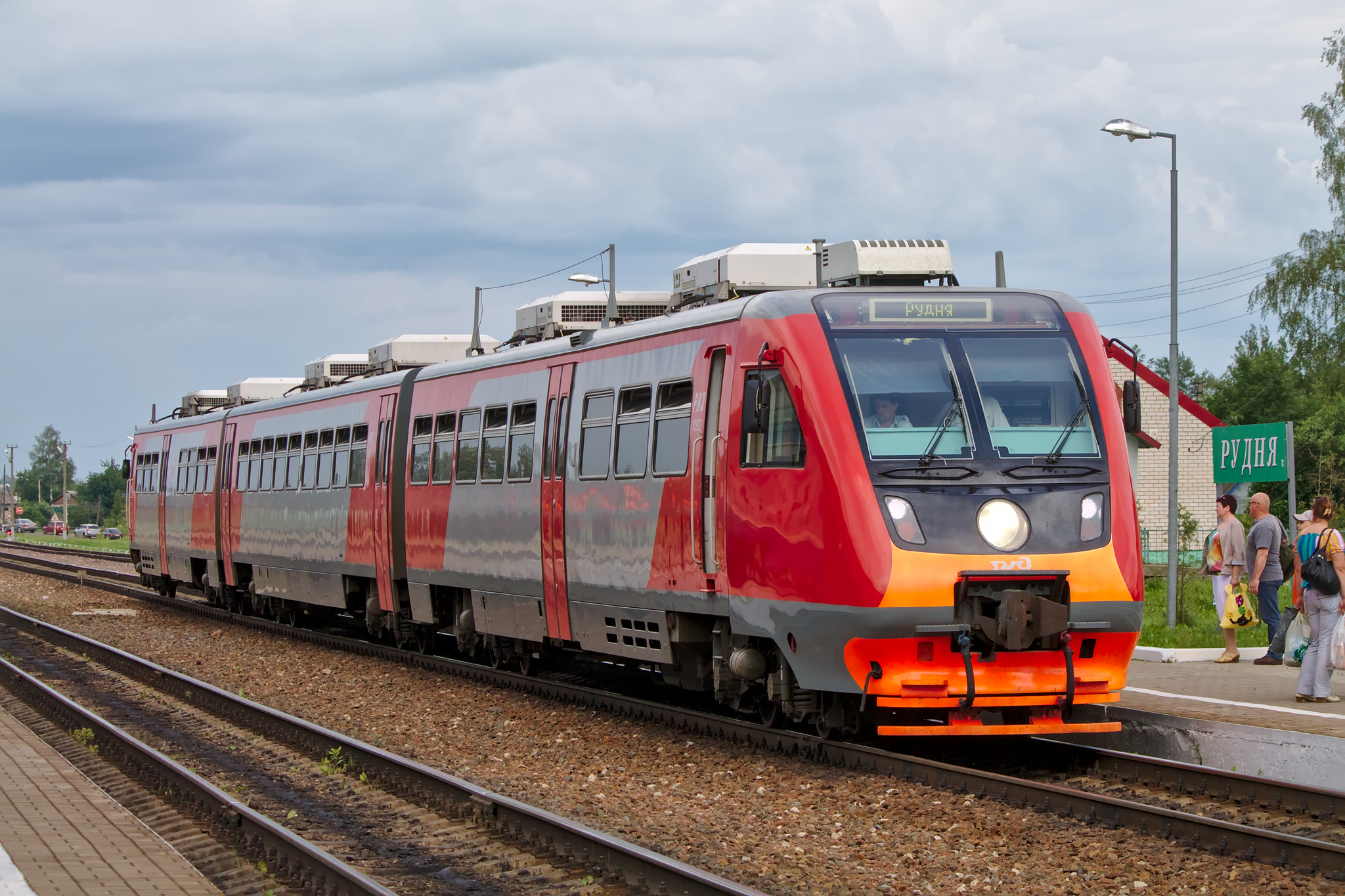
RA2形気動車（メトロワゴンマッシュ製）
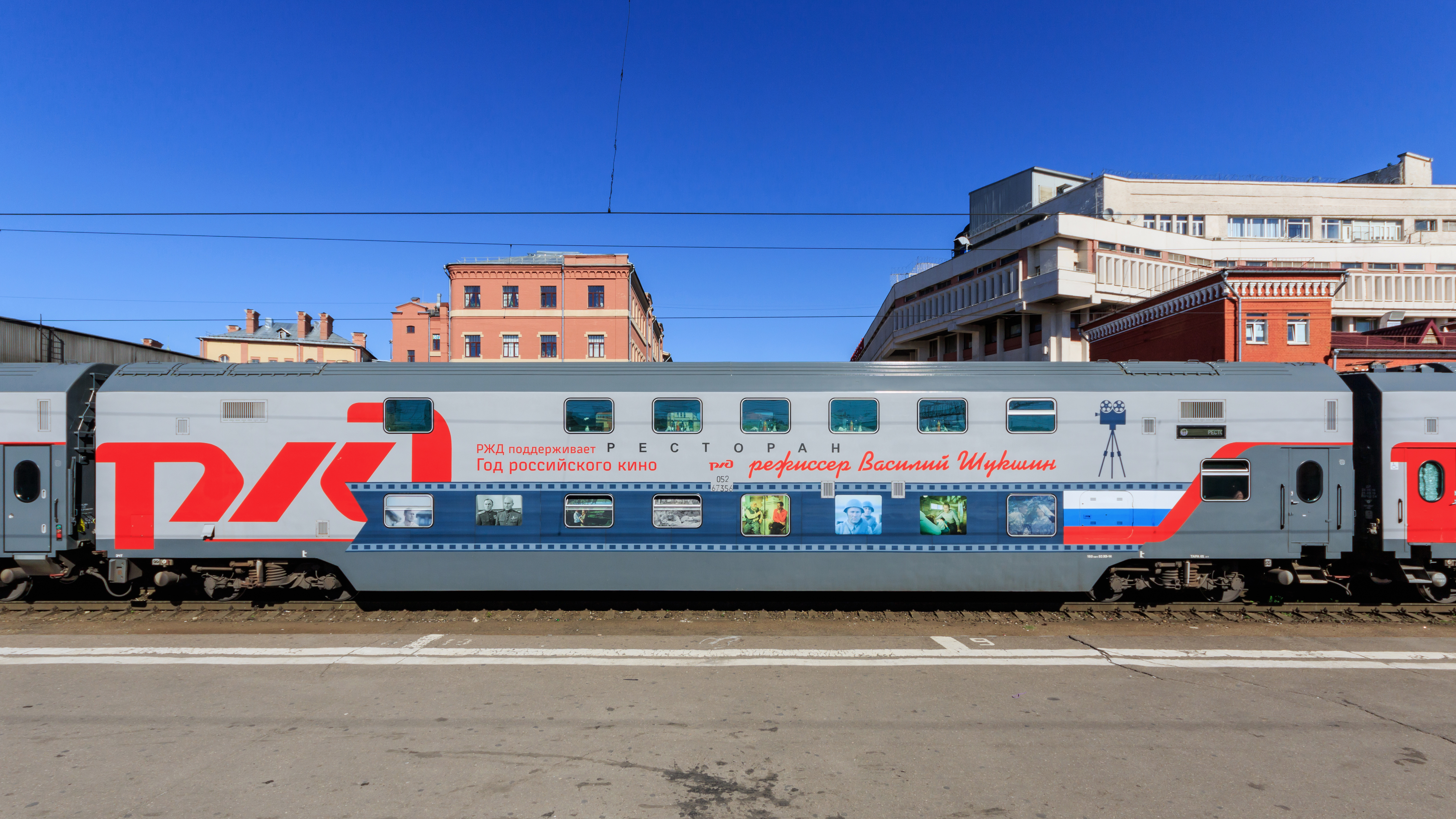
2階建て客車（トヴェリ車両工場製）

## 他社との関係
- シーメンス - 2005年に電気機関車や電車用の静止形コンバータを製造する合弁会社であるトランスコンバータ（ООО «Трансконвертер»）を設立している[3]。
- ボンバルディア・トランスポーテーション - 2008年に電気機関車用のインバータを製造する合弁会社を設立する契約が交わされている[13]。
- クノールブレムゼ - 2007年に鉄道車両用の制動装置の製造を行う合弁会社設立に合意[14]。
- アルストム - トランスマッシュホールディングの株主となっている他、多数の合弁事業を手掛けており、2008年には車両機器の開発を行うTRトランス（TRTrans）が、2012年にもサンクトペテルブルクなどへ向けた超低床路面電車製造を目的としてトラムルス（TramRus）が、更に翌2013年にはロシアやカザフスタン向けの電気機関車用の電動機などを製造するレールコンプ（RailComp）が設立されている[15][16][17]。
- Trenes Argentinos Infraestructura（ADIFSE） - アルゼンチン国内で使用される車両の修繕や更新工事を行うための合弁会社、TMHアルゼンチン（TMH ARGENTINA）を設立。2011年に閉鎖された、サルミエント鉄道（Ferrocarril Domingo Fausito Sarmiento）のメチータ車両工場（Talleres Ferroviarios Mechita）[注釈 2]を再稼働した上で使用しており、最低100人の労働者の雇用を確保している[18]。
- 日立製作所 - 2018年にロシア国内で電気機器を生産する合弁会社としてTMHトラクションシステムズ（TMH Traction Systems）の設立を発表。またそれ以前からメトロワゴンマッシュが製造する地下鉄で使用される電気機器の製造を手掛けている[4]。